# Siphanta gallowayi
Siphanta gallowayi är en insektsart som beskrevs av Fletcher 1985. Siphanta gallowayi ingår i släktet Siphanta och familjen Flatidae. Inga underarter finns listade i Catalogue of Life.